# 西點 (明尼蘇達州)
西點（英語：West Point）是位於美國明尼蘇達州伊善提縣布拉德福德鎮區、斯潘塞布魯克鎮區、斯普林韋爾鎮區及懷內特鎮區的一個非建制地區。

## 地理
西點所處的海拔為高於海平面288米（即945英呎），而該地所採用的時區為UTC-6，即北美中部時區（CST）。同時該地設有夏令時間，為UTC-6調快一小時，即UTC-5（CDT）。